# Sašo Komovec
Sašo Komovec ist ein ehemaliger slowenischer Skispringer.
Sašo Komovec gab am 24. März 1990 für Jugoslawien sein Debüt im Skisprung-Weltcup. In Planica erreichte er den 40. Platz im Springen von der Großschanze. Bei der Junioren-Weltmeisterschaft 1990 in Štrbské Pleso gewann er mit dem Team von der K88-Schanze die Bronzemedaille. 1991 gehörte Komovec zum ersten Nationalkader des neugegründeten slowenischen Skiverbandes. Ab 1992 gehörte er zum festen Aufgebot für den neu geschaffenen Skisprung-Continental-Cup. Parallel wurde er immer wieder zu einzelnen Weltcup-Springen nominiert. Am 28. März 1993 gelang ihm dabei in Planica mit dem 9. Platz erstmals der Gewinn von Weltcup-Punkten, mit denen er am Ende der Weltcup-Saison 1992/93 den 46. Platz in der Weltcup-Gesamtwertung belegte. Im Anschluss daran bestritt er noch zwei weitere Weltcup-Springen, blieb dabei jedoch ohne Punktgewinn. Auch im Continental Cup blieben Erfolge aus, weshalb Komovec 1996 seine aktive Skisprungkarriere beendete.